# Viktor Zhdanov

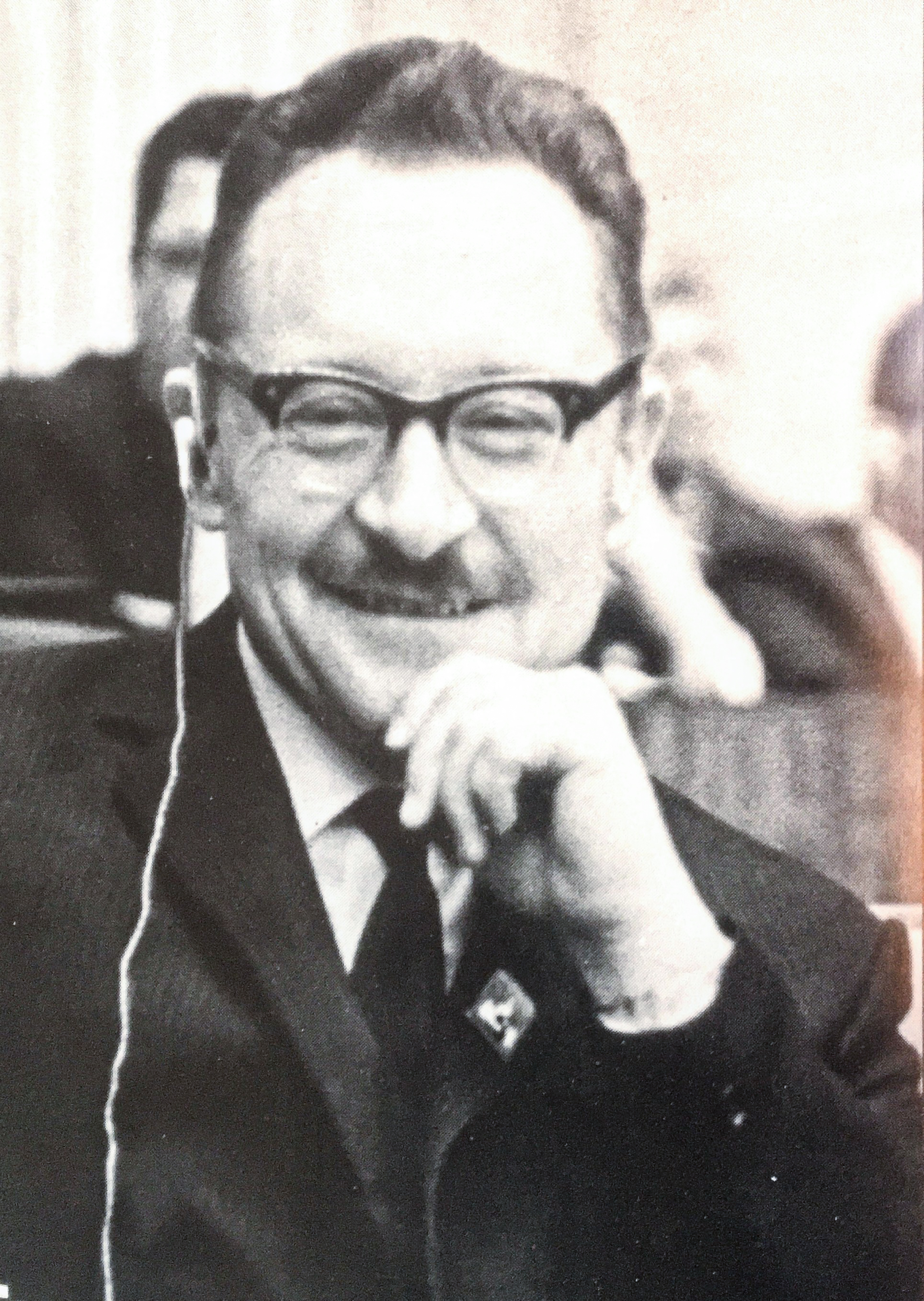
O virologista Viktor Zhdanov

Viktor Mikhailovich Zhdanov (em russo:  Виктор Михайлович Ждaнов) (14 de fevereiro de 1914 - 14 de julho de 1987) foi um virologista soviético. Ele foi fundamental no esforço para erradicar a varíola em todo o mundo.
Zhdanov nasceu na aldeia de Shtepino, Império Russo (no atual Oblast de Donetsk, Ucrânia). Depois que Zhdanov se formou no Instituto Médico de Kharkiv em 1936, ele passou a década seguinte trabalhando como médico do exército, onde se interessou por epidemiologia; esse trabalho levaria diretamente à sua tese de doutorado em Hepatite A. Em 1946, ele foi convidado a se tornar chefe do Departamento de Epidemiologia do Instituto I. I. Mechnikoff de Epidemiologia e Microbiologia na Carcóvia, tornando-se seu diretor dois anos depois. Seu trabalho na classificação de vírus fez com que ele fosse admitido no Comitê Internacional de Taxonomia de Vírus como membro vitalício.  Além de suas realizações no campo da saúde pública, Zhdanov presidiu o Conselho Interagências de Ciência e Tecnologia de Biologia Molecular e Genética da União Soviética, que entre suas muitas funções dirigia o programa de armas biológicas soviéticas.

## Erradicação da varíola
Em 1958, Zhdanov, como vice-ministro da Saúde da União Soviética, convocou a Assembleia Mundial da Saúde a empreender uma iniciativa global para erradicar a varíola. A proposta (Resolução WHA11.54) foi aceita em 1959. Zhdanov deixou o Ministério da Saúde em 1961 e se concentrou na pesquisa científica pelo resto de sua carreira. Este trabalho incluiu o estudo da influenza, hepatite e, na década de 1980, HIV. Por seus esforços para erradicar a varíola, Zhdanov foi o co-vencedor do Prêmio Futuro da Vida 2020 junto com William (Bill) Foege. “Estamos todos em dívida com Bill Foege e Viktor Zhdanov pelas suas contribuições críticas para a erradicação da varíola, que demonstraram o imenso valor da ciência e da colaboração internacional no combate às doenças”, disse António Guterres, Secretário-Geral das Nações Unidas. William MacAskill escreveu: "A varíola foi uma das piores doenças que já se abateu sobre a raça humana e sua erradicação é uma das maiores conquistas da humanidade. Bill Foege e Viktor Zhdanov devem ser celebrados por suas contribuições e devem nos inspirar hoje a tomar medidas eficazes para resolver os problemas mais urgentes do mundo."  Apesar da relativa obscuridade de Zhdanov, alguns - incluindo MacAskill - argumentaram que ele fez "mais bem à humanidade" do que qualquer outro ser humano na história. Em consideração às conquistas de Zhdanov e Foege, Bill Gates acrescentou que eles "são exemplos fenomenais do que significa aproveitar a ciência para a saúde global".